# فوي! فوي! فوي!
فوي! فوي! فوي! هو فيلم كوميدي مصري صدر سنة 2023، من كتابة وإخراج عمر هلال، وإنتاج محمد حفظي، ومن بطولة محمد فراج، ونيللي كريم، وبيومي فؤاد، وطه دسوقي، وأمجد الحجار. تدور أحداث الفيلم حول شاب فقير يعمل حارس أمن، يائس من واقعه في مصر، يتحايل للانضمام إلى فريق كرة قدم للمكفوفين بهدف السفر إلى أوروبا، وخلال الرحلة، يواجه مغامرات خطيرة ويلتقي بشخصيات تُغيّر مسار حياته.
الفيلم هو أول فيلم روائي يخرجه عمر هلال، بعد أن عمل في إخراج الإعلانات التلفزيونية، وقد تم ترشيحه من نقابة المهن السينمائية لتمثيل مصر في حفل توزيع جوائز الأوسكار السادس والتسعون.

## القصة
يعيش حسن حياةً بائسة في حي شعبي، يعمل حارس أمن ويعول والدته التي تعمل خادمة، بينما يحلم بالخروج من مصر والهروب من واقعه الثقيل. يحاول الزواج من جارته بسمة، لكن ضيق الحال يقف عائقًا أمامه، فينغمس مع صديقيه سعيد، عامل التوصيل، وعمرو قدرة، موظف محل الإنترنت، في أحاديث الهروب وأحلام السفر، إلا أن كل المحاولات باءت بالفشل، من زواج مصلحة مع سائحة عجوز إلى محاولة هجرة غير شرعية عبر البحر، التي أفشلها الخوف وكلفة المهرب.
تتغير حياة حسن حين يقرأ عن فريق كرة قدم للمكفوفين يستعد للمشاركة في تصفيات كأس العالم، فيُقرّر أن يختلق إصابته بالعمى لينضم إلى الفريق، ويبدأ في التدرب على كرة الجرس. يُقبل ضمن التشكيلة تحت إشراف كابتن عادل، مدرّب الألعاب المكافح الذي يحاول أيضًا التمسك بأي فرصة لتحسين وضعه العائلي. يتعرف حسن على زملائه بالفريق، ومن بينهم القائد الحماسي فرج، والحارس المبصر تامر، بينما تبدأ الصحفية إنجي بتغطية مشوار الفريق، وتُعجب بروحهم، خاصة حسن.
يبدأ شك كابتن عادل في حقيقة حسن، فيواجهه، لكن حسن يعقد معه اتفاقًا: يبقى السر بينهما مقابل ضمان الفوز، ثم يختفي في أوروبا بعد البطولة. لاحقًا، تزداد الأمور تعقيدًا حين يشعر الحارس تامر بالحقيقة، فيقرر حسن استبعاده، ويُدخل صديقيه سعيد كلاعب كفيف وقدرة كحارس بديل. ينجح قدرة في إصابة تامر عمدًا، ولكن الفضيحة تقترب، إذ يكتشف مدير النادي الدكتور رؤوف أمرهم، ويبتزّهم بمبلغ ضخم مقابل صمته.
يُخطط الثلاثة لسرقة صاحب المطعم الذي يعمل به سعيد، ويقومون فعلاً بسلبه الإيراد، ثم يدفعون جزءًا من المال لرؤوف ويصورونه سرًا وهو يتسلم الرشوة، ليتحكّموا به. تسافر الصحفية إنجي مع الفريق إلى بولندا، وقد تعاطفت مع حسن ووالدته، لكن حين تكتشف حقيقته، تنسحب مصدومة، رغم محاولته تبرير فعلته. أما والدته، فتحاول منعه من السفر عبر سرقة خاتم ألماس، لكنها تُكتشف وتُعاقب بوحشية.
بعد الفوز بالمباراة، يهرب حسن ورفاقه من الفندق، كلٌّ إلى مصيره، في مشهد يعكس العبثية والخذلان. حسن يعمل في الترويج للمنشطات في ألمانيا، سعيد يغسل الزجاج في شوارع إيطاليا، قدرة يصبح مدلّكًا، كابتن عادل نادلًا، وبقية أعضاء الفريق يتوزعون بين غاسلي أطباق ومنظفي حمامات سباحة. أما فرج، القائد الذي كان يلهث وراء الحلم، فينتهي به الحال عازف طبلة خلف زوجته الراقصة، وانتهت الحكاية بفضيحة مدوّية، دون أن يُلقى القبض على أحد.

## طاقم التمثيل
- محمد فراج بدور حسن
- نيللي كريم بدور إنجي
- بيومي فؤاد بدور كابتن عادل
- طه دسوقي بدور سعيد
- أمجد الحجار بدور عمرو قدرة
- بسنت شوقي بدور بسمة
- حجاج عبد العظيم بدور الحاج طارق
- حنان يوسف بدور والدة حسن
- لبنى ونس بدور زوجة كابتن عاد
- محمد عبد العظيم بدور الدكتور رؤوف
- محمد السعداوي بدور هاني
- محمد المغربي بدور فرج
- جهاد عصام بدور زوجة فرج
- سليم هاني بدور عمرو عادل
- هاني التابعي بدور هشام
- أمير عجمي بدور إيهاب
- علاء الحريري بدور سامح
- إبراهيم الصباغ بدور سمير

## الإطلاق
عُرض فيلم فوي! فوي! فوي! في صالات السينما المصرية بتاريخ 13 سبتمبر 2023، ثم انطلقت عروضُه في المملكة العربية السعودية بتاريخ 14 سبتمبر 2023، تَبِعَ ذلك عرضه في دُوَل الخليج العربي — الإمارات العربية المتحدة، سلطنة عُمان، الكويت، البحرين، وقطر — وذلك في 15 سبتمبر 2023. كما أُتيحت مشاهدته لاحقًا عبر منصة شاهد، بنسق فيديو حسب الطلب.

## الاستقبال
حتى تاريخ 8 نوفمبر 2023، حقق فيلم فوي! فوي! فوي! في المملكة العربية السعودية إيرادات بلغت 2.88 مليون دولار (89 مليون جنيه مصري). وحقق في مصر إيرادات بلغت 30,298,933 جنيه مصري (نحو مليون دولار). كما حقق 1,034,707 دولار في الإمارات العربية المتحدة (33 مليون جنيه مصري).

## وصلات خارجية
- فوي! فوي! فوي! على موقع IMDb (الإنجليزية)
- فوي! فوي! فوي! على موقع قاعدة بيانات الأفلام العربية
- فوي! فوي! فوي! على موقع قاعدة بيانات الفيلم (الإنجليزية)
- فوي! فوي! فوي! على موقع ليتربوكسد (الإنجليزية)